# Nathaniel Barnaby
Nathaniel Barnaby (ur. 25 lutego 1829 w Chatham, zm. 15 czerwca 1915 w Londynie) – brytyjski inżynier, główny konstruktor okrętów Royal Navy w latach 1872–1885.

## Życiorys
W wieku 14 lat Nathaniel Barnaby rozpoczął naukę budownictw okrętowego w stoczni w Sheerness. Po pięciu latach został wybrany jako jeden z pierwszych uczniów nowo założonej Central School of Mathematics and Naval Construction w Portsmouth. Szkoła ta, kierowana przez Josepha Woolleya, skupiała się na teoretycznych aspektach budownictwa okrętowego, co stało się przedmiotem krytyki ze strony wpływowych zwolenników nauki przez praktykę i jej rychłego zamknięcia w 1853 roku. Wcześniej jej mury opuściło kilku znaczących w przyszłości inżynierów, poza Barnaby’m między innymi Edward Reed.
Barnaby ukończył szkołę w 1852 roku i rozpoczął pracę jako projektant w arsenale w Woolwich. W 1860 roku został członkiem założycielem Institution of Naval Architects. W następnych latach wsparł Reeda w tworzeniu i przedstawieniu Admiralicji nowatorskiego projektu korwety pancernej o konstrukcji żelaznej. Obaj inżynierowie byli już wtedy spowinowaceni: siostra Barnaby’ego została żoną Reeda. W 1863 roku Reed został głównym konstruktorem Admiralicji i zabrał ze sobą szwagra jako jednego z asystentów.
Zatonięcie w 1870 roku, z dużymi stratami w załodze, pancernika „Captain”, wywołało wielkie wzburzenie brytyjskiej opinii publicznej i dymisje na wielu stanowiskach. Odszedł między innymi Reed. Początkowo jego następcą miał zostać William Laird, właściciel stoczni, w której zbudowano feralny pancernik. Nowy, od 1871 roku, Pierwszy Lord Admiralicji, George Goschen, zaproponował w końcu to stanowisko Barnaby’emu. Początkowo jego stanowisko nosiło nazwę President of the Council of Construction, od 1875 roku przemianowano je na Director of Naval Construction. Pierwsze lata Barnaby’ego jako głównego konstruktora przypadły na wyjątkowo trudny okres: liberalny rząd premiera Gladstone’a, popierany przez opinię publiczną, dążył do znacznej redukcji wydatków na zbrojenia. Postęp technologiczny wymuszał z drugiej strony wprowadzanie nowych rozwiązań konstrukcyjnych. Pierwsze prace miały być dokończeniem i zmodernizowaniem projektów jego poprzednika. Pierwszą w pełni samodzielną konstrukcją Barnaby’ego był pancernik 2. klasy „Shannon”, pod który stępkę położono w 1873 roku i który jest uważany przez część historyków za prekursora krążowników. Następną znaczącą pancernik wieżowy „Inflexible”, o najpotężniejszych wtedy działach w historii Royal Navy, najgrubszym opancerzeniu i szeregu innych nowinek technicznych. Jego budowa wywołała gwałtowną reakcję Reeda, wówczas członka Parlamentu, zarzucającego Barnaby’emu błędy obliczeniowe i konstrukcyjne. Skończyło się to powołaniem specjalnej komisji, która orzekła prawidłowość projektu. Spór pomiędzy inżynierami jednak nie wygasł, Reed posunął się do populizmu i oszczerstw. Przy okazji projektowania „Inflexible” zastosowano po raz pierwszy badania modelowe w basenie eksperymentalnym Williama Froude’a w Torquay.
W październiku 1874 roku Barnaby wizytował w Lorient budowany tam pancernik „Redoutable”, pierwszy okręt, w którego konstrukcji przeważała stal. W efekcie zaczął naciskać brytyjskich przemysłowców, aby zwiększyli starania w celu dogonienia Francji w użyciu nowych technologii. Efektem była budowa dwóch wczesnych krążowników „Iris” i „Mercury”, ukończonych w 1879 roku. Pancerniki typu Admiral miały z kolei wieże artyleryjskie umieszczone w nowatorski sposób w linii symetrii kadłuba, na dziobie i rufie, z nadbudówką na śródokręciu pomiędzy nimi.
Barnaby, wciąż nękany w sprawach zawodowych przez porywczego szwagra (obaj panowie byli sąsiadami), odszedł ze stanowiska w 1885 roku, oficjalnie ze względu na zły stan zdrowia. Jego następcą został William White, współpracujący z nim wcześniej przy większości projektów. W tym samym roku Barnaby został odznaczony Komandorią Orderu Łaźni. Zmarł w 1915 roku i został pochowany na cmentarzu w Lea Green w południowym Londynie.